# 桑德斯海岸
77°45′S 150°0′W / 77.750°S 150.000°W
桑德斯海岸（英語：Saunders Coast）是南極洲的海岸，屬於馬里伯地的一部分，處於科貝克角和布倫南角之間，西面是白瀨海岸，東面是魯珀特海岸，美國地質調查局根據測量和該國海軍的空中照片繪入地圖。